# George Barnes (Kameramann)
George Barnes (* 16. Oktober 1892 in Kalifornien; † 30. Mai 1953 in Los Angeles) war ein amerikanischer Kameramann, der in der Stummfilmära bis in die 1950er Jahre arbeitete. Barnes, der während seiner Laufbahn für mehr als hundert Filme hinter der Kamera stand, wurde achtmal für einen Oscar nominiert. Er erhielt die Trophäe 1941 für seine Arbeit an Alfred Hitchcocks Rebecca.
Barnes war siebenmal verheiratet, unter anderem mit der Schauspielerin Joan Blondell.

## Werk
Barnes Karriere begann während der Stummfilmzeit. Zunächst arbeitete er für Thomas Ince als Kameraassistent und Kameramann, wechselte später zu verschiedenen Produzenten, bis er Mitte der 1920er-Jahre zu Samuel Goldwyns Chefkameramann avancierte. Vor seinem Wechsel zu Goldwyn stand Barnes 1924 für Janice Meredith, einem Epos über den Amerikanischen Unabhängigkeitskrieg, hinter der Kamera.
Barnes erste Arbeit für Goldwyn war 1925 Der schwarze Engel, ein Drama mit Ronald Colman und Vilma Bánky, einem der Traumpaare aus Hollywoods Stummfilmzeit. Im gleichen Jahr drehte Barnes Der Adler mit Rudolph Valentino und Vilma Banky in den Hauptrollen. Ein Jahr später entstand Valentinos letzter Film, Der Sohn des Scheichs, unter der Regie von George Fitzmaurice, für den Barnes die Kamera führte. Um Valentino, der hier in einer Doppelrolle Vater und Sohn spielte, gleichzeitig auf der Leinwand erscheinen zu lassen, setzte Barnes auf Doppelbelichtungen.
Im Jahr 1927 entstanden The Magic Flame und The Devil Dancer, zwei Filme, die nicht erhalten sind, für die Barnes zusammen mit dem 1928 entstandenen … aber das Fleisch ist schwach im Jahr 1929 für einen Oscar nominiert wurde. Der Oscar ging an Karl Struss und Charles Rosher für ihre Arbeit an Murnaus Sonnenaufgang – Lied von zwei Menschen. Ein Jahr später erhielt Barnes für Our Dancing Daughters eine weitere Oscarnominierung.
Ende der 1920er-Jahre wurde Gregg Toland, der zunächst als Kameraassistent mit Barnes gearbeitet hatte, zweiter Kameramann neben Barnes. Anfang der 1930er-Jahre waren Barnes und Toland an acht Produktionen gemeinsam beteiligt. Nachdem Toland Goldwyns bevorzugter Kameramann wurde, wechselte Barnes 1934 zunächst zu MGM und 20th Century Fox, bevor er für die Warner Bros. als Kameramann arbeitete. Hier drehte er zumeist Musicals, wie Busby Berkeleys Broadway Show und Die Goldgräber von 1935.
1938 verließ Barnes die Warner Bros. und drehte für Regisseur Henry King den Western Jesse James, Mann ohne Gesetz, mit Tyrone Power und Henry Fonda in den Hauptrollen. Der in Missouri gedrehte Film war Barnes erster Farbfilm. Für die Fortsetzung aus dem Jahr 1940, Rache für Jesse James, unter der Regie von Fritz Lang stand Barnes ebenfalls hinter der Kamera.
Im selben Jahr entstand Hitchcocks Rebecca, ein Schwarzweißfilm, für den Barnes einen Oscar für die Beste Kameraführung erhielt. Im Jahr 1945 war Barnes Kameramann für Hitchcocks Ich kämpfe um dich und für den Piratenfilm Die Seeteufel von Cartagena mit Maureen O’Hara und Paul Henreid in den Hauptrollen. Da zu dieser Zeit die Oscarkategorien für die Beste Kamera noch in Schwarzweiß- und Farbfilm geteilt waren, war Barnes gleichzeitig für beide Filme nominiert.
Barnes erhielt 1951 eine weitere Oscarnominierung für Samson und Delilah. Für seine Arbeit an diesem Film wurde er zudem für einen Golden Globe nominiert. Diese Auszeichnung erhielt Barnes 1952 für die Die größte Schau der Welt unter der Regie von Cecil B. DeMille.

## Filmografie
- 1919: Haunted Bedroom
- 1920: Hairpins
- 1921: The Beautiful Gambler
- 1921: The Bronze Bell
- 1922: Conquering the Woman
- 1922: Dusk to Dawn
- 1922: The Real Adventure
- 1923: Alice Adams
- 1923: Desire
- 1924: Das Heldenmädchen von Trenton (Janice Meredith)
- 1925: Der schwarze Engel (The Dark Angel)
- 1925: Der Adler (The Eagle)
- 1925: Das Haus an der Grenze (Zander the Great)
- 1926: Der Sohn des Scheichs (The Son of the Sheik)
- 1926: Entfesselte Elemente (The Winning of Barbara Worth)
- 1927: Die Teufelstänzerin (The Devil Dancer)
- 1927: König Harlekin (The Magic Flame)
- 1927: Nacht der Liebe (The Night of Love)
- 1928: Männerfang (Our Dancing Daughters)
- 1928: … aber das Fleisch ist schwach (Sadie Thompson)
- 1928: Die Fahrt ins Feuer (The Awakening)
- 1928: Die Verschwörer (Two Lovers)
- 1929: Bulldog Drummond
- 1929: Flucht von der Teufelsinsel (Condemned!)
- 1929: Die Rettung (The Rescue)
- 1929: The Trespasser
- 1929: Mein Himmelreich (This is Heaven)
- 1930: Jenny Lind (A Lady’s Morals)
- 1930: Raffles
- 1930: The Devil to Pay
- 1930: What a Widow!
- 1931: Five and Ten
- 1931: God Is My Witness
- 1931: One Heavenly Night
- 1931: Street Scene
- 1931: The Unholy Garden
- 1932: Blondie of the Follies
- 1932: Polly of the Circus
- 1932: Sherlock Holmes
- 1932: Society Girl
- 1932: The Greeks Had a Word for Them
- 1932: The Wet Parade
- 1933: Broadway Bad
- 1933: Parade im Rampenlicht (Footlight Parade)
- 1933: Goodbye Again
- 1933: Havana Widows
- 1933: Peg O’ My Heart
- 1934: Broadway-Show (Dames)
- 1934: Liebeskadetten (Flirtation Walk)
- 1934: Die Spielerin (Gambling Lady)
- 1934: He Was Her Man
- 1934: Kansas City Princess
- 1934: Massacre
- 1934: Smarty
- 1935: Broadway Gondolier
- 1935: Die Goldgräber von 1935 (Gold Diggers of 1935)
- 1935: I Live for Love
- 1935: Caliente, die Stadt der Freude (In Caliente)
- 1935: Stars over Broadway
- 1935: The Irish in Us
- 1935: The Traveling Saleslady
- 1936: Kain und Mabel (Cain and Mabel)
- 1936: Colleen
- 1936: Love Begins at Twenty
- 1936: The Singing Kid
- 1937: Geheimbund Schwarze Legion (Black Legion)
- 1937: Ever Since Eve
- 1937: Hollywood Hotel
- 1937: Mord im Nachtclub (Marked Woman)
- 1937: The Barrier
- 1937: Varsity Show
- 1938: Beloved Brat
- 1938: Gold Diggers in Paris
- 1938: Love, Honor and Behave
- 1939: Die Teufelsinsel (Devil's Island)
- 1939: Jesse James, Mann ohne Gesetz (Jesse James)
- 1939: Our Neighbors the Carters
- 1939: Stanley und Livingstone (Stanley and Livingstone)
- 1940: A Girl From Avenue „A“
- 1940: Die Teufelsinsel (Devil’s Island)
- 1940: Free, Blonde and Twenty-One
- 1940: Hudson’s Bay
- 1940: Maryland
- 1940: Rebecca
- 1940: Rache für Jesse James (The Return of Frank James)
- 1941: Das Geheimnis der drei Schwestern (Ladies in Retirement)
- 1941: Hier ist John Doe (Meet John Doe)
- 1941: Echo der Jugend (Remember the Day)
- 1941: Ehekomödie (That Uncertain Feeling)
- 1941: Tödlicher Pakt (Unholy Partners)
- 1942: Broadway
- 1942: Wie ein Alptraum (Nightmare)
- 1942: Es waren einmal Flitterwochen (Once Upon a Honeymoon)
- 1942: Das große Spiel (Rings on Her Fingers)
- 1943: Mr. Lucky
- 1943: Mardi Gras (Kurzfilm)
- 1943: Die Waise von Lowood (Jane Eyre)
- 1944: Der Pirat und die Dame (Frenchman’s Creek)
- 1944: None But the Lonely Heart
- 1945: Ich kämpfe um dich (Spellbound)
- 1945: Die Glocken von St. Marien (The Bells of St. Mary’s)
- 1945: Die Seeteufel von Cartagena (The Spanish Main)
- 1946: Morgen und alle Tage (From This Day Forward)
- 1946: Schwester Kenny (Sister Kenny)
- 1947: Trauer muss Elektra tragen (Mourning Becomes Electra)
- 1947: Sindbad der Seefahrer (Sinbad the Sailor)
- 1948: Die Macht des Bösen (Force of Evil)
- 1948: Der beste Mann der Stadt (Good Sam)
- 1948: Eine Frau zuviel (No Minor Vices)
- 1948: Der Junge mit den grünen Haaren (The Boy With Green Hair)
- 1948: Ich küsse Ihre Hand, Madame (The Emperor Waltz)
- 1949: Samson und Delilah (Samson and Delilah)
- 1950: Tanzen ist unser Leben – Let’s Dance (Let’s Dance)
- 1950: Strafsache Thelma Jordon (The File on Thelma Jordon)
- 1950: Mr. Music
- 1950: Lach und wein mit mir (Riding High)
- 1951: Hochzeitsparade (Here Comes the Groom)
- 1952: Nur für Dich (Just for You)
- 1952: Somebody Loves Me
- 1952: Wofür das Leben sich lohnt (Something to Live For)
- 1952: Die größte Schau der Welt (The Greatest Show on Earth)
- 1952: Der Weg nach Bali (Road to Bali)
- 1953: Einmal wird die Sonne wieder scheinen (Little Boy Lost)
- 1953: Kampf der Welten (The War of the Worlds)